# Поезд на Кралево
«Поезд на Кралево» (сербохорв. Краљевски воз / Kraljevski voz) — югославский чёрно-белый военный фильм режиссёра Александра Джорджевича, вышедший в 1981 году. В главной роли Любиша Самарджич.
На русский язык фильм был дублирован на киностудии имени М. Горького в 1983 году, 14 ноября того же года фильм был показан в СССР.

## Сюжет
События разворачиваются в 1941 году, когда немецкие войска оккупировали Югославию. В Белграде, на железнодорожном вокзале, немцы убивают агента коммунистического сопротивления, в портфеле у которого находились секретные документы генштаба Югославии. Теперь задание по транспортировке документов ложится на плечи машиниста Толи (Любиша Самарджич), который должен доставить их поездом в Кралево. Он отправляется в путь в товарном вагоне, в котором также сталкивается с беглянкой-еврейкой Аной. В это же время за ним начинают охоту сотрудники Гестапо, причём один из лучших агентов уже находится в поезде.

## В ролях
| Актёр              | Роль                           |
| ------------------ | ------------------------------ |
| Любиша Самарджич   | машинист Милун Толовац (Толя)  |
| Саня Вейнович      | еврейка Ана                    |
| Миодраг Крстович   | специальный агент Гестапо      |
| Слободан Алигрудич | полицейский Рапаич             |
| Раде Маркович      | агент сопротивления, курьер    |
| Предраг Милинкович | полицейский агент Ракиджич     |
| Марко Николич      | железнодорожник-нелегал        |
| Бранислав Лечич    | железнодорожник-нелегал        |
| Данило Лазович     | пассажир поезда без документов |
| Миролюб Лешо       | машинист                       |